# Ахмадиев, Вафа Исхакович
Вафа Исхакович Ахмадиев (5 августа 1937, д. Гумерово, Макаровский район БАССР (сейчас — Ишимбайский район) — 20 октября 1983, Уфа) — башкирский поэт, литературовед. Кандидат филологических наук (1970). Член Союза писателей БАССР.

## Биография
Учился в Макаровской средней школе, в 1966 году — окончил Башкирский государственный университет (ныне Уфимский университет науки и технологий).
Защитил кандидатскую диссертацию по башкирской филологии.
С 1970 старший научный сотрудник Института истории, языка и литературы БФ АН СССР. Участник археографических экспедиций по сбору рукописных и старопечатных книг.

## Творческая деятельность
В конце 1950-х годов в республиканской периодической печати появляются первые стихи Вафы Ахмадиева. Его ранний поэтический сборник «Устремление» выходит в свет в Башкнигоиздате в 1968 году. Следом издается ещё один, под названием «В душе — оседланный конь». В Башкирской энциклопедии сказано: «В стихах, вошедших в сборники „Устремление“ (1968), „В душе — оседланный конь“ (1973), поэт воспевает родную землю, делится чувствами и мыслями своего поколения. Стихи А. отличаются афористичностью, лиризмом, эмоциональностью». В книге стихов для детей «Взойди, взойди, солнышко!» (1979), Вафа Ахмадиев творчески и органично использовал традиционные формы богатейшего народного фольклора. Написал ряд статей о детской литературе. Перевел на башкирский язык «Сказание о Ерэнсэ-сэсэне» Михаила Воловика.
Владимир Романов в юбилейной статье писал: «Большой интерес не только у специалистов, но и у широкого круга читателей вызвали созданные им творческие портреты Равиля Бикбаева („Гражданское лицо поэта“) и Назара Наджми („Открывающий человеческие души“), а его статьи „Традиционные образы в башкирской поэзии“, „Научно-технический прогресс и башкирская литература“, литературоведческие очерки о литературе всегда имели общественный резонанс».

## Наука
Опубликовал монографический очерк «Башкирская поэзия начала XX века» в кн. «Из истории башкирской литературы» (1975).